# Gisy-les-Nobles
Gisy-les-Nobles este o comună în departamentul Yonne, Franța. În 2009 avea o populație de 605 de locuitori.

## Evoluția populației
| An        | 1975 | 1982 | 1990 | 1999 | 2006 | 2009 |
| --------- | ---- | ---- | ---- | ---- | ---- | ---- |
| Populație | 324  | 348  | 386  | 498  | 585  | 605  |